# Melkfabriek De Ommelanden

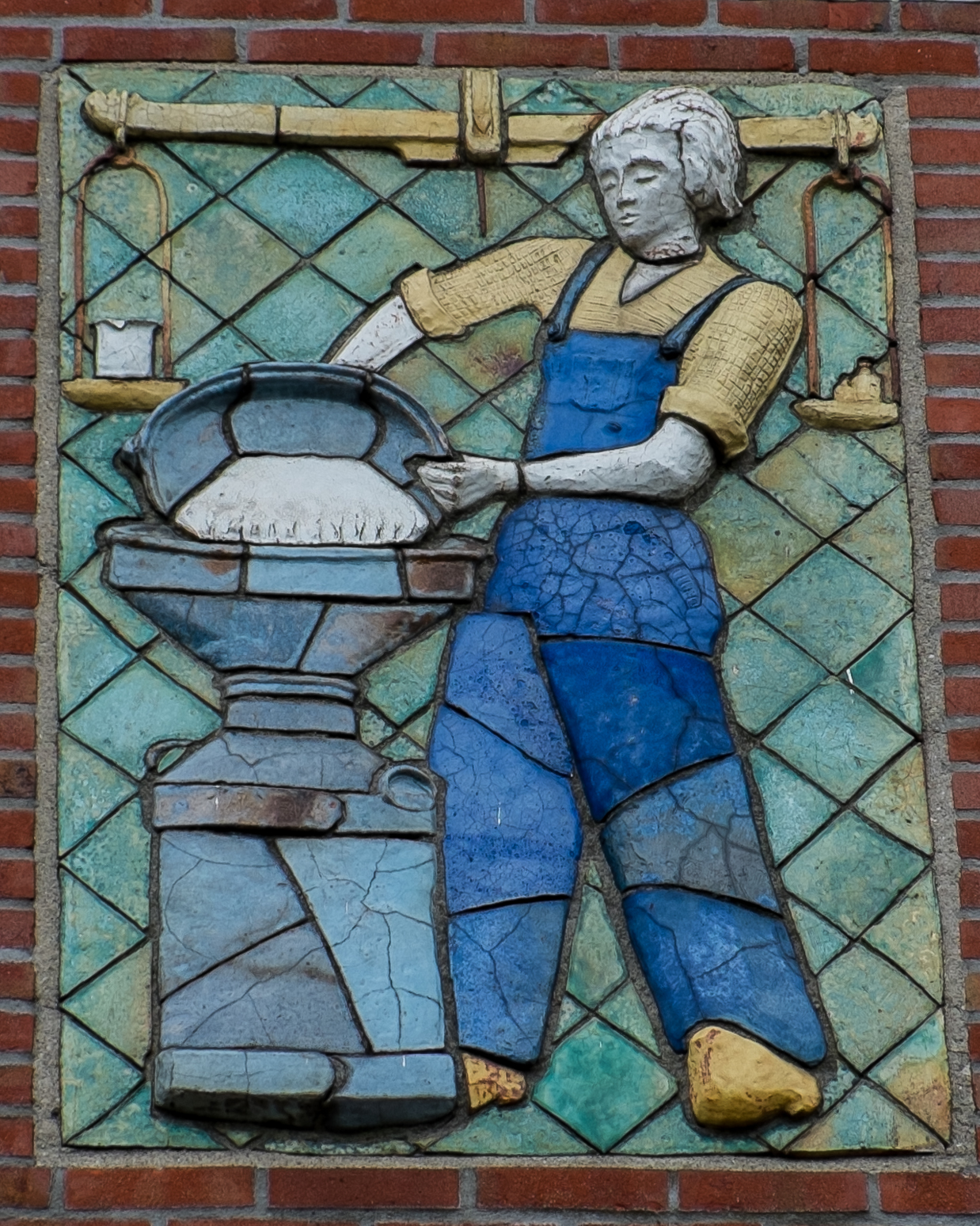
tegeltableau van Anno Smith in de buitenmuur met de afbeelding van een arbeider die melk in een melkbus giet. Op de achtergrond een weegschaal.

De Ommelanden (voluit: Coöperatieve melkproductenfabriek "De Ommelanden" W.A.) is een voormalige condensmelkfabriek in de stad Groningen. Het gebouw staat aan de Friesestraatweg (westelijke ringweg) in Groningen. Het is een gemeentelijk monument.
De coöperatie was min of meer een doorstart van de in 1923 failliet gegane zuivelfabriek Stad en Lande waarvan de nieuwe coöperatie ook een groot deel van de materiële bezittingen overnam. Na een roemruchte maandenlange staking in 1952-1953, die met een voor die tijd ongebruikelijke felheid werd uitgevochten en waarbij de stakers op veel publieke steun kon rekenen, kwam de fabriek vanaf 1956 in beheer bij de Coöperatieve Condenszuivelfabriek Friesland (CCF) en werd ze gezamenlijk eigendom van de CCF en de DOMO. In 1980 werd DOMO als lid opgenomen in de CCF. Vanaf 1990 viel de fabriek na verdere fusies van zuivelcoöperaties onder Friesland Frico Domo, dat vanaf 1994 onder de holding Friesland Dairy Foods opereerde. In 1995 werd duidelijk dat De Ommelanden zou moeten sluiten: weliswaar was de locatie, die uitsluitend gecondenseerde melk in blik produceerde, winstgevend, maar samenvoegen met de locatie in Leeuwarden zou veel besparingen opleveren. Op vrijdag 14 april 1995 brak er een spontane staking uit onder de werknemers, niet zozeer vanwege die sluiting maar vanwege de onzekerheid over hun arbeidsplaatsen. Uiteindelijk leverde de staking weinig op: zoals daarvoor al aangekondigd, verloren 41 van de 73 medewerkers hun baan. Op 29 september 1995 kwamen de laatste blikjes van de productielijn; de volgende dag werd direct begonnen met de ontmanteling van de installaties.
Sinds 1995 doet het complex dienst als bedrijvenverzamelgebouw, waarin diverse organisaties en bedrijven huisvesting hebben gevonden. In het westelijke deel was tot 2011 een bouwmarkt gevestigd. In 2012 is het westelijke deel van het pand verbouwd tot een kerkgebouw van de Vrije Baptistengemeente Groningen. De grote zaal van het kerkgebouw telt circa 1.200 zitplaatsen.

## Links
- Cor Uitham, De staking bij De Ommelanden 1952-1953 (2009)
- De roerige geschiedenis van een Groninger melkfabriek[dode link], Nieuwsblad van het Noorden, 30 september 1994
- Spontane staking bij Groningse melkfabriek, Trouw, 14 april 1995
- Ontmanteling is in volle gang[dode link], Nieuwsblad van het Noorden, 17 oktober 1995
- Oude melkfabriek Groningen wordt kerk[dode link], Nieuwe Oogst, 26 maart 2012